# 特捜戦隊デカレンジャーの装備・戦力
特捜戦隊デカレンジャーの装備・戦力では、特撮テレビドラマ『特捜戦隊デカレンジャー』に登場する架空の装備について記述する。

## 装備
SPライセンス（）
特キョウ所属捜査官を除く宇宙警察官が携帯している警察手帳（身分証明書）。強化服デカスーツの装着を行うチェンジモード・通信およびデータ検索・分析を行うフォンモード・宇宙最高裁判所に被疑者を起訴、即決を求めるジャッジモードの3つのモードがある。ジャッジモードの場合、上の赤い×と下の青い○が交互に点滅する。被疑者の目の前には1分間を示すアナログ時計が現れ、地球時間で10秒経過すると判決が下される。決めるのはデリートか否かということのみであり、○＝デリート不許可が出ても即無罪というわけではない。配属された星や部署によってカラーリングが異なる。変身後には、デカスーツのベルト留めに差し込まれている。捜査官ではないスワンも所持しており、基本的には一緒だが「S.P.D」の文字の色が異なっている。後に囚人護送時の逃走防止用に、電撃を施錠に送る機能が追加された。
デカマシンやデカビークル・デカベースロボの起動の際、コックピットやコンソールにセットすることで起動するキーにもなる。
- デザインコンセプトは、「21世紀の電子ポリス手帳」。

デカスーツ
デカレンジャーが着用する強化服。「チェンジ・スタンバイ！」の掛け声とともにSPライセンス本体横のセレクターをチェンジモードに合わせ特定のポーズとともに「エマージェンシー（緊急変身）！デカレンジャー！」と音声入力し本体上部の起動スイッチを押すことで、デカベース内に保管された形状記憶宇宙金属デカメタル製のスーツが微粒子状に分解・転送され、デカレンジャーの表面にて定着し変身が完了する。銃弾、刃物でも傷がつかず、放射線や熱も完全シャットダウン可能な防御力を持ち、装着者の身体能力を10倍から20倍引き上げるが、デカレンジャー各員の体に合わせて作られていると同時に、鍛え抜かれた体の持ち主でしか使いこなせないため、デカレンジャー以外の者は装着できない。
デカマスター、デカスワン、ファイヤースクワッド・デカレッドのデカスーツはプロテクターが備わっており、デカマスターのものは、通常のスーツ以上に防御力が高い分装着の負荷が身体にかかる。
特キョウ所属捜査官は、通常の捜査官以上に鍛え抜かれているため、通常のデカスーツ以上の性能を誇るデカスーツを持ち、ブレスロットルの内部に微粒子状に分解されて内蔵されている。
テレビシリーズにおいて、デカスーツが開発されたのは、ごく最近のことである。
- デザインでは、上半身の左側に大きく数字があしらわれているのが特徴であり、シリーズで初めてたすき掛け状のラインやエンブレムの位置の違いなど以外で本格的な左右非対称のデザインが取り入れられた。また『未来戦隊タイムレンジャー』以来となる科学的・宇宙的な戦隊であることから、前3作品で用いられていた神秘さを示す金ではなく、硬質的な銀を差し色として用いている。

ディーバズーカ
ロボット警察犬マーフィーK9が骨型の起動キー・キーボーンをくわえて変形する2連装エネルギー砲。空気中のイオン粒子を増幅させたエネルギー弾を放つ。通常は5人で発射するが、ブレイクを加えた6人で発射することによって威力が上昇する。
スワットモード登場以降は、使用頻度が少なくなった。Episode.42ではスワットモードで使用した。
S.P.D隊員服
スペシャルポリスが着用する制服。ジャケットとTシャツと男性にはズボン、女性にはスカートが通常支給されるが要望があればスカートからズボンへの変更が可能である。黒に近い濃紺をベースに作られており、ジャケットの視聴者から見て前右に大きな星らしき物が各担当色で描かれている、右胸にはS.P.Dバッジ、左胸にはS.P.DのPOLICEエンブレムと胸ポケット、両脇腹にポケットがある。ポケットと袖口はファスナー式である。背中には銀色で「S.P.D」と書かれている。両腕には担当色のディーグローブと呼ばれる科学捜査用の手袋が装備されている。力が倍化するなどのパワーアップシステムは組み込まれていないが、防弾性能については地球の防弾チョッキの比ではない。ズボンとスカートもジャケットと同機能・同配色であり、両足には三本ずつ担当色のストライプにベルト式の絞りが入っており、左足には「S.P.D」と縦書きで書かれている。ズボンとスカートのポケットはファスナー式ではない。
Tシャツは通常の半袖の物が男性へ、タートルネックになっている物が女性へ支給される、タートルネックの右側には小さく、胸には大きく銀色で「S.P.D」と書かれており、配色は白をベースに黒と銀で構成されている。

### ディーアームズ
ディーマグナム01 / ディーマグナム02
デカレッド専用のビーム拳銃。右腰のホルスターに入っている01は空気中のイオンを吸収し、強力なエネルギー光弾を発射する威力重視のハイパワーガン、左腰のホルスターに入っている02は直径30センチメートルの鉄球を粉砕できるエネルギー光弾を1秒間に20発撃つ速射性重視のパルスビームガン仕様。2丁を連結しエネルギーを増幅させて重戦車も粉砕する帯状ビームを放つハイブリッドマグナムにすることもでき、マーフィー登場前はこれが主なデリート技として使われていた。バン＝デカレッドはジュウクンドーを得意とするため、これ以外の格闘攻撃専用の装備は持っていない。『特捜戦隊デカレンジャーVSアバレンジャー』ではグリーンも使用したが、敵には命中しなかった。
必殺技はハイブリッドマグナムから強力な光弾を発射するマグナムエクスキュージョン。
ジュウクンドーの技は前方宙返りをしながらディーマグナムを連射するムーンサルトショット（複数の敵に有効）、ディーマグナムを一点の目標に集中連射するエンドレスショット、両腕を広げた状態で前方宙返りしながらディーマグナムを連射するハリケーンショット。
ジュウクンドー秘奥義はジャンプして、敵の頭上からドリルのように回転しながらハイブリッドマグナムを連続して放つムーンサルトギャラクシーショット。
『轟轟戦隊ボウケンジャーVSスーパー戦隊』ではアカレッドの援護により、ボウケンレッドが使用した。『海賊戦隊ゴーカイジャー』ではデカレッドに豪快チェンジしたゴーカイレッドやゴーカイシルバーが使用した。両者とも銃撃音はオリジナルのものと異なっていた。
ディーナックル
デカレッド以外の4人が装備する格闘攻撃専用のディーアームズ。ベルトの右側のホルスターに提げて携行し、トリガーを引くことで衝撃波を放つ。閃光で敵の目を眩ませることも可能。
ディーロッド
伸縮自在のデカメタル製の特殊警棒をかたどったディーアームズ。左腰のホルダーにさして携帯する。デカブルーとデカグリーン専用で、それぞれ仕様が異なる。厚さ30センチメートルのコンクリートを一撃で粉砕することができる。ロッド部を超振動させることで破壊力を上げる。先端から電磁波を放つ。先端にはSPメタル製の開閉式の爪があり、ロッドを伸ばして爪を開くと差叉になる。30トンまで持ち上げられるジャッキにもなる。
劇場版ではデカグリーンがディーロッドクラッシュを使用してブランデルをデリートした。
ディースティック
十手をかたどったディーアームズ。デカイエローとデカピンク専用。デカメタル製。左腰のホルダーに差して携帯している。ディーロッドより細身で、打撃力はやや劣っている。先端から破壊エネルギーを放つ。先端にはマーキング可能な磁気インクを装備。
ゼニボム
コイン型爆弾。正式名称マイクロエネルギーボム。ディースティックの柄に3枚収納されている。
ディースナイパー
ディーロッドとディーナックルをセットしたデカブルー専用の狙撃銃。射程や貫通力が高く、パルスビームを単発、または3点バーストで発射できる。4キロメートル離れた位置の直径2メートルの鉄球の真ん中を貫通できる。ホージーの射撃能力により劇中でも活躍。『デカレンジャーVSアバレンジャー』ではアバレイエローが使用した。
一度、この形態でブルー1人によるアリエナイザーのデリートがなされている。
必殺技はディースナイパーから強力な光弾を発射するディースナイパー・ブルーフィニッシュとマシンハスキーに乗りながら弱点をディースナイパーで正確に撃ち抜く技ディースナイパー・ジャンプショット。
ディーブラスター
ディーロッドとディーナックルをセットしたデカグリーン専用の熱線銃。射程は短いが、威力はディースナイパーより上で、1秒間に7発のパルスビームを放ち、2、3秒の射撃で大型車を粉砕できる。
『特捜戦隊デカレンジャーVSアバレンジャー』ではレッドが使用したが、命中はしなかった。
ディーショット
ディースティックとディーナックルをセットしたデカイエロー・デカピンク専用のパルスビーム銃。一度の射撃で3発の弾を発射し、厚さ30センチメートルのコンクリートを粉砕する。

### デカブレイクの装備
ブレスロットル
特キョウ所属捜査官（以下「特キョウ」）が携帯する専用アイテムで、左腕に装着する特殊ブレス。ハンドルグリップ（オートバイのスロットルハンドル状のもの）が片側に1本突き出ており、普段はハンドルグリップの付け根から折りたたんでいる。特キョウが単独で捜査活動を行うために必要な機能がこのアイテム一つに集約されており、SPライセンスの機能（通信・変身・ジャッジメント）のほか、変身後の戦闘用装備も兼ねている。また、デカスーツはブレスロットル内に圧縮収納されており、SPライセンスと異なりデカベースなどの外部支援なしに変身・戦闘が可能。本体のカラーリングに特キョウ担当色の青が施されているが、リサ・ティーゲルのものはチーフの証として金色になっている。

### デカマスターの装備
マスターライセンス
ドギー・クルーガーが携帯している警察手帳。カラーリングは黒。デカマスターへの変身やジャッジメントの仕方などは他のSPライセンスの場合と同様。
ディーソードベガ
デカマスター専用の長刀。左腰のホルダーに差して携帯し、普段は石化して威力を抑えているが、使用者の意志で封印を解除すると、刀身の超音波振動によってあらゆる物体を切断できる強力な武器となる。柄の先端から強力な光弾を射撃するライフルモードとして使用することも可能。Episode.18、『10 YEARS AFTER』ではデカレッドが使用している。また、Episode.50では変身前のジャスミンがライフルモードで使用したこともある。
スワンが開発した武器のひとつとされるが、Episode.44で描かれたドギーの銀河一刀流修行時代の回想シーンではすでに手にしているのが確認できる。
必殺技はディーソードベガで円を描いてから、脇構えを取って地面をすべるように突撃し、すれ違いざまに敵を横一文字に叩き斬る銀河一刀流の奥義ベガスラッシュ。その威力は厚さ240ミリメートルの鋼板を何層も重ねた複合装甲さえ一刀両断する。派生技には、ディーソードベガを回転させ、剣圧が巻き起こす竜巻で敵の動きを封じ、その弱点にベガスラッシュを叩き込むベガトルネードスラッシュがある。ボクデン星人ビスケスを倒した技は、刀身ではなく剣に宿るエネルギーで敵を断ち切る銀河一刀流の秘奥義ベガインパルス。

### スワットモード
Episode.33からデカレンジャーが使用するようになった強化装備。組織犯罪者の拠点制圧や、特殊アーマーや銃火器で凶悪化する武装アリエナイザーに対抗するために開発され、様々な面で通常のデカスーツを上回る機能を持つ。特キョウの装備が単独で任務を遂行できるよう設計されているのに対し、スワットモードはチームであることの利点を最大限に活かすための設計となっており、通信・情報処理機能が特に充実している。多機能ゆえに操作が難しく、高い身体能力がなければ機動性を維持できないため、使用に際しては専用カリキュラムの習得が義務付けられている。デカレンジャーは惑星カダでブンター教官の指導の下でカリキュラムを完了した。スワットとはSpecial Weapons And Tactics（特殊武装戦術部隊）の略称。スワットモードの変身シーンでは、プレックスのデザイン画がそのまま使用されている。『10 YEARS AFTER』に登場したネオデカレッドとネオデカイエローはスワットモードを標準装備としている。
感知システム
デカスーツの頭部右側に増設された装置。暗視カメラ、熱感知システム、透視システムを複合したもので、光学迷彩で姿を隠した敵も即座に発見できる。
通信システム（SPインカム）
頭部左側に増設された通信装置。音声による通信だけでなく、映像や感知システムで得た情報もチームメンバー同士で共有できる仕組みとなっており、極めて精度の高い多角的な連携攻撃を可能にする。SPライセンスを通じて回線はデカベースともオンラインで繋がっており、情報提供や武器の転送など様々なサポートを受けられる。
スワットベスト
胸部に増設。デカメタルを何層にも重ねた多重構造の強化プロテクターで、通常のデカスーツを遥かに上回る防御力を発揮する。敵の攻撃を防ぐだけでなく、デカウイングロボの操縦に伴う過酷な負荷に耐えるためにも欠かせない装備である。左胸部分にSPライセンスをセットするためのホルダーがあるため、スワットモードは本人以外は装着できない。
レッグアーマー
脚部に増設。スワットベストと同じ強化装甲であり、防弾性に優れているほか、ジャンプ力やキック力を強化する機能も備えている。
ディーリボルバー
スワットモード装着時に使用できる超機動戦に対応したビームマシンガン。上下2門の砲口から交互に回転させたリボルバー部から大量に吸収した空気中のイオンがエネルギーに変換されたイオンエネルギービームを高速連射し、一度に縦列した大型戦車3台を貫通させ、破壊する威力を持つ。また、銃身はデカメタル製となっており、接近戦でも叩きつけることで大きなダメージを与える。SPライセンスをセットするとデカベースから銃の携帯容量をはるかに超える膨大なパトエネルギーが転送され、単体でアリエナイザーをデリート出来る破壊力を発揮するほか、命中後に体内で飛散するスパルタン弾や、殺傷力の低いゴム弾なども発射可能。ホージーがバンのものを借りて2丁同時に使用したこともある。また、デカウイングロボのファイナルバスター射撃時にも活用される。発射時の反動が大きいため、スワットモードの装着者以外には使用が許可されていない。
『魔法戦隊マジレンジャーVSデカレンジャー』では、銃撃音が異なっていた。

### 基本装備
分類は『特捜戦隊デカレンジャー超全集 上巻』に基づく。
SPシューター（）
宇宙警察官の携帯用小型拳銃。右腰のホルスターに入っている。デカスーツ装着前にはこれを使う。基本的に護身用であるため威力は低いが、Episode Finalでは強化マッスルギアを装着したアリエナイザーにもダメージを与えていた。
ディーワッパー
ベルトのバックルに装備されている、超硬軽量金属SPメタル製の特殊手錠。ワイヤー内蔵。一度装着すると、地球上のどんな工具でも開錠することはできず、宇宙警察からの解除信号でないと開錠できないほどセキュリティがしっかりしているが、アリエナイザーに簡単に破壊されたこともあった。
ディーグローブ
制服の上腕部に腕章として装着されている現場捜査用の手袋。各担当の色分けがされているが、センちゃんのものは緑色だけ指の部分との色の濃淡が違い、センちゃんも含めメンバーから「エイリアンみたいでグロテスク」との批評をうける。
ディースコップ
宇宙警察仕様のSPメタル製スコップ。超振動を起こすことによって、硬い地面をも掘ることが可能。
ディーロープ
宇宙警察仕様のSPメタルファイバー製ロープ。
ディーライト
捜査に使用される懐中電灯。超小型イオン発電装置を内蔵しているため、無限に光り続けることができる。

### その他の装備
物質デジタル化マシン
ケバキーアによってネット世界に幽閉された少女・衛里香を救うために、スワンがケバキーアの使用していた装置を分析して製作した装置。バンとホージーをネット世界に送り込んだ。二人の脱出前に、装置に高い負荷がかかって壊れてしまい、二人はケバキーアのコンピュータを使って脱出した。
逃走防止用の首輪
ジャスミンが監獄衛星アルカポからニワンデを連れ出してミリバル捜索に協力させる際、ニワンデに付けた首輪。50メートル離れると電撃が走る。この機能はSPライセンスでON・OFFが選択できる。
惑星バリアシステム
地球全体を包むほどのバリアを発生させるシステム。警視庁に侵入したドン・モヤイダによって解除された。

## 技

### 個人別の技
赤座剣法 雷神剣（）
バンの先祖であり新撰組隊士だった赤座伴之進がベートニンに教えた、稲妻の如き鋭い勢いで刀を振り降ろす赤座家に代々伝わる必殺剣。劇中ではディーソードベガをバンが借りて使用した。
ミラージュディメンション
SPライセンスフォンモードが作り出すヴァーチャル空間で森羅万象などの幻覚で敵を惑わせる。作中ではイエローのみ使用。
『10 YEARS AFTER』ではバンが使用。同作品では最新の技術により、姿だけではなく質感なども本人そっくりに変身できる機能がスワンによって実装されている。
ハイスピン
グリーンが高速で回転することで超水流を弾き返す。
ハイパーパンチ
グリーンの必殺パンチ。
ピンクタイフーン
ジャンプして、空中回転しながらディーショットを連続発射する。
ウメコ爆弾キック
イーアルの宇宙酔拳に対抗して、酒を飲んで酔っ払ったピンクが放った強烈なドロップキック。
防弾チョッキ着てても痛かったんだからキック
ウメコがジャッキルに狙撃され、防弾チョッキのおかげで助かった後の戦闘で、怒りに燃えるピンクがジャッキルに放ったキック。普段の3倍の威力があるらしい。
スワンイリュージョン
空中から風と白い羽状のエネルギーカッターを放出し、複数の敵を同時に攻撃する。
スワンレインボー
虹のような残像を残す回転蹴り。

### 正拳アクセルブロー
特キョウ秘伝の戦闘技術体系。ブレスロットルのハンドルグリップを展開し絞ることで特殊能力が発動する。
デカブレイクの技
必殺拳ソニックハンマー
跳び込み正拳突きで敵を粉砕する、正拳アクセルブロー奥義。デカブレイクの必殺技である。
光速拳ライトニングフィスト
左腕を光速で繰り出す。応用技として、光速で動く敵も迎撃する超光速拳スーパーライトニングフィストや、それを応用した必殺アッパー光速拳ライトニングアッパーがある。
電撃拳エレクトロフィスト
地面に拳を突きたて、地を這う電撃を放つ。 応用技として、電気エネルギーを帯びた左拳を直接敵に打ち込む電撃拳ハイパーエレクトロフィストがある。
灼熱拳ファイヤーフィスト
手のひらから火炎弾を放つ。炎をまとって攻撃することも可能。
剛力拳パワーフィスト
左腕の腕力を増強し、トラックや煙突も持ち上げる怪力を発揮する。
竜巻拳トルネードフィスト
左の拳から螺旋状のエネルギー波を発生させる。複数の敵にも有効。
電光拳プラズマフィスト
正拳アクセルブロー秘奥義。敵に電撃を叩き込む。講談社特製スーパービデオ『超必殺わざ勝負！デカレッドVSデカブレイク』で使用。
デカブライトの技
雷撃拳サンダーフィスト
稲妻を放つ。デカブレイクの技エレクトロフィストの強化版。
至高拳ハイエストハンマー
正拳から3つの環が重なった球型エネルギー弾を放つ。
防御拳バリアフィスト
手のひらのパワーラインから小型の円形バリヤーを出現させて攻撃を防ぐ。雑誌ではデカブレイクの技として載っていた。
特キョウの共通技
噴射拳インパルスフィスト
手のひらから高圧ジェット水流を噴射する。消火にも使用可能。強化版である噴撃拳スーパーインパルスフィストという技もある。

### 協力技
フォーメーションF3
レッドがディーマグナムを連射し、次にレッドの両肩を使ってイエローとピンクがジャンプしながらディースティックで打撃を行い、さらにブルーとグリーンが飛び蹴りを放ち、敵が攻撃を加えようとするとき4人が盾になってレッドを守った後、ハイブリッドマグナム・ディースナイパー・ディーブラスター・ディーショットの同時射撃を決める。
フォーメーションF4
レッドとイエローが飛び蹴りを放ち、次にブルーとグリーンの飛び込みパンチを決めた後、ピンクがウメコスペシャルアタック（ピンク以外の4人が腕を卍型に組んでジャンプ台を作り、そのジャンプ台を利用して跳躍したピンクがディースティックで鋭い突きを放つ）を決める。
フォーメーションF7
レッドがディーマグナムを連射し、次にブルーとグリーンがレッドの肩を使ってジャンプしながらディーロッドによる打撃を食らわし、さらにイエローとピンクの飛び蹴りを決め、最後にレッド、ブルー、グリーンを土台に、イエローとピンクがその上に乗ったやぐらを組むデカタワーを組んでからそのままディーマグナム、ディースナイパー、ディーブラスター、ディーショットの一斉射撃であるタワーシュートを決める。
フォーメーションF1
突撃しながらディーリボルバーを連射するブルーとイエローのコンビネーション攻撃。
フォーメーションR2
名前のみ登場したフォーメーション。ブルーの代わりにブレイクが加わる予定だったが、すぐにブルーが合流、スワットモードで敵を追跡したため未使用に終わる。
スペシャルフォーメーション
デカブレイクが突撃し、次にブルーとグリーンがディーリボルバーを放ち、イエローとピンクもディーリボルバーを放って相手の防御を崩したところにレッドのディーリボルバーを決める連続攻撃。
ブルーフィニッシュ&グリーンクラッシュ
ブルーとグリーンが連続してディーロッドを叩き込む。
ツインカムアタック
イエローとピンクが同時にゼニボムとディースティックの連続攻撃を決める。
ツインカムシュート
イエローとピンクが同時にディーショットを放つ。
ツインカムラブリータイフーン
空中で旋回しながら中心にいる敵に向かってディーリボルバーを連射するイエローとピンクの合同技。
メリーゴーランドシュート
劇場版で使用した技。イエローとピンクが二人同時でジャンプし、回転しながらディーショットで中央の敵を攻撃する。
- 監督の竹本昇は、Episode.05でのピンクのワイヤーアクションがこの技の原型になったと述べている。

ツインカムラブリーキック
劇場版で使用した技。イエローとピンクの二人で同時に敵に蹴りこむ。

## マシン

### デカビークル
通常のパトロールや追跡に使用される特殊警察車両。地球製の車輌に似た外観であるが、スワンにより大幅な改造が施されている。いずれも頑丈な合金製で、イオナイザーエンジンを搭載している。名前には犬の品種がついている。
マシンドーベルマン
バンとジャスミンが乗る高速パトカー型デカビークル。空気中のイオンを吸収して駆動するイオナイザーエンジン搭載で、最高速度は時速500キロメートル。ボディはSPメタルファイバーと特殊ポリマーのハイブリッド素材製。『魔法戦隊マジレンジャーVSデカレンジャー』ではデカブレイクが運転していた。
マシンブル
センちゃんとウメコが乗るパトカー型デカビークル。マシンドーベルマン同様、イオナイザーエンジンを搭載。最高速度時速350キロメートルで走行する。走行中に一定時間操作されないと自動操縦モードに切り替わる。狭い道でも対応。ボディは特殊展性合金をSPメタルファイバーでコーティングしたもの。
『ゴーカイジャー ゴセイジャー スーパー戦隊199ヒーロー大決戦』の時代ではすでに配属されておらず、ウメコは単独で専用車のミニパトカーマシントイプードルを運転している。ただしこれらはすべて監督の竹本昇がウメコ役の菊地美香に語った設定で、公式発表されたものではない。
マシンハスキー
ホージー専用の白バイ型デカビークル。最高速度時速300キロメートルで走行する。オートバランサー機能により、滅多なことでは転倒しない安定性を誇る。ジェリフィスに操られたデカレッドが操縦したこともある。
マシンボクサー
特キョウ専用の特殊一輪バイク型デカビークル。一輪型という形状ながらもジャイロバランサーを内蔵したメインホイールにより、高機動性と優れた旋回性能を有し、過密な都市環境でも追跡に有利。リアの補助ホイールを応用することで、急傾斜地の登坂も可能。可動式マフラーでジャンプも行える。
- 造形物は1分の1の実物大の造形物が製作されたが、自走は出来ないため、車の上に載せられて引っ張るという案もあったが、安定性の問題から合成を多用するものとなった。

### デカマシン
怪重機との戦闘や災害救助、危険物の移送などを想定した大型特殊車輌。宇宙統一規格に基づいて開発されており、各惑星ごとに操作しやすいようにカスタマイズされているものの、いかなるマシンでも合体可能。ただし、この規格のサイズは地球の通常車両に比べてあまりにも巨大なため、片側三車線の道路を走行する際はパトシグナーが一般車両に対して「中央の車線に入り、両端の車線を空けるよう」との旨の注意を促す。単独での恒星間航行も可能である。
パトストライカー
デカレッドの六輪高速戦闘車型デカマシン。ブースターを併用した高速移動も可能。
武装は一切持たないが、車体後部に2機のストライカーアームと呼ばれる万能アームを装備し、これを使って車体側面にジャッジメントソードを接続して攻撃するドライビングソードとして使用したこともあり、これでデビルキャプチャーを倒している。
デカレンジャーロボの胴体と頭部、スーパーデカレンジャーロボの胴体になる。
- 玩具ではジャイロワッパーも装備可能。

パトジャイラー
デカブルーのホバージェット型デカマシン。初期メンバーのデカマシンでは唯一の飛行能力を持つ。
武器は両翼のホバーユニットに装備された4連装機関砲ジャイロバルカン。ホバーユニットの一部を変形させた転送装置が内蔵されているジャイロワッパーや下部のワイヤー巨大な磁石のついたマグネワイヤーも使用。
デカレンジャーロボの左足、スーパーデカレンジャーロボの左腕になる。
パトレーラー
デカグリーンのトレーラー型デカマシン。
デカレンジャーロボに合体した際の主要武器・シグナルキャノンをコンテナに積んでおり、この状態でも破壊光線、水流のウォータースプラッシュ、キャッチロープを放つ武器として使える。ジャッジメントソードの刃も搭載。
デカレンジャーロボの右足、スーパーデカレンジャーロボの右腕になる。
パトアーマー
デカイエローの装甲車型デカマシン。
武装はないが、巨大化したアリエナイザーや怪重機を強烈な光で威嚇するライトフラッシュを放つ投光器を搭載している。他のデカマシンより装甲が強固に造られており、それを使用した突撃・アーマーアタックや「ジャスミンのどーんと行って見よう」を使用可能。放水銃や拡声器も装備されている。水上を時速150キロメートルで走行可能だが、劇中では描かれず。
デカレンジャーロボの右腕、スーパーデカレンジャーロボの右肩になる。
パトシグナー
デカピンクの広報車型デカマシン。
武装はないが、サインボードが装備されている。水陸両用。分離時には通行禁止の標識として、また怪重機に対し警告の×印を出したり、デカレンジャーロボ、スーパーデカレンジャーロボに合体時にはジャッジメントの表示などに使用。
Episode.17ではウメコがイーアル戦で酔っ払った際には、デカマスターが運転代行した。
デカレンジャーロボの左腕、スーパーデカレンジャーロボの左肩になる。
デカバイク
デカブレイクの高速移動型二輪デカマシン。
大型のメガイオンエンジンを搭載。左右のサイドカバー部に施されたサイドアーマー部にはビーム砲が装備されており、体当たりも得意とする。Episode.29ではバンが運転していた。
スーパーデカレンジャーロボの頭部、胸部、背部、両手、両足になる。
パトウイング
飛行能力を持つ怪重機やアリエナイザーの宇宙船との戦闘を想定して設計された空中戦用の特殊大型飛行型デカマシン。パトウイング1から5までの5機がある。スワン自ら搭乗者の個性と地球の環境に合わせて再調整した。変形したデカベースの地下格納庫からカタパルトへと5機が上昇したあと、射出され、発進まで10秒の所要時間を要する。全機共通して、エネルギー光弾を主力武器とする。高出力メガイオンエンジンを搭載しており、優れた運動性能と高速性能を実現している。デカウイングロボに合体後の大気圏内の空中戦時に殺人的なGが操縦者にかかるため、スワットモード時でなければ搭乗できないとされているが、デカブレイクが乗り込んだことも何度かあった。巨大な拳銃型の必殺形態デカウイングキャノンに合体するモードも持っている。
パトウイング1
デカレッド スワットモードの戦闘機型パトウイング。運動性とスピードの両方を兼ね備えた主力戦闘機タイプで、5機の中で最も優れた機動性を持つ。
胴体部に2つのリボルバータンクを装備。
デカウイングロボの胴体と頭部、デカウイングキャノンの砲身になる。
パトウイング2
デカブルー スワットモードの戦闘機型パトウイング。6基のエンジンによって安定した飛行が可能で、空中静止しながらの精密射撃も可能。
両翼のパトマグナムから光弾やレーザービームを発射。
デカウイングロボの両腕、デカウイングキャノンのトリガーになる。
パトウイング3
デカグリーン スワットモード専用の輸送戦闘機型パトウイング。マルチユースコンテナは転送装置を備えており、危険物資などの運搬に適しているほか、エネルギーを蓄積するバレルタンクの役割も果たす。
武器はマルチユースコンテナ先端部に装備されている2門のエネルギー光弾。機体下部には8輪のランディングギアが施されているのも特徴。
デカウイングロボの脚部、デカウイングキャノンの砲身になる。
パトウイング4
デカイエロー スワットモード専用のステルス機型パトウイング。多面構成装甲のため、頑丈でステルス機能を持ち、偵察に最適である。
機首の左右に2発ずつ装備されている弾丸はエネルギー光弾、照明弾、催涙弾といった様々な弾丸を発射可能である。
デカウイングロボの右足、デカウイングキャノンの砲口になる。
パトウイング5
デカピンク スワットモード専用の広報機型パトウイング。災害救助や広報活動で活躍し、アリエナイザーへの威嚇や市民の避難誘導を主としている。
巨大スピーカーを装備。先端部の放水銃からは光弾や高圧水流を発射。
デカウイングロボの左足、デカウイングキャノンの砲口になる。Episode.39ではデカブレイクが操縦。
ブラストバギー
劇場版のみに登場したデカマシン。詳しくは「特捜戦隊デカレンジャー THE MOVIE フルブラスト・アクション#劇場版オリジナルメカ」を参照。

### デカベース
宇宙警察地球署庁舎。デカレンジャーの5人やボス、スワンが暮らし、格納庫にデカマシンを収納し、スワンがメカの整備や製作に励んでいる。地下設備も完備しており、デカマシンのドックに使われている。中には、ボスや5人が普段いるデカルームや、スワンが普段いる鉄工所、ウメコが愛用するバスルーム、留置スペース、トレーニングセンターなどがある。デカベース・デカベースクローラー・デカベースロボの3形態を有する。外壁は特種合金アヌビシューム製。前部のS.P.Dエンブレムからベースビームを放つ。移動要塞デカベースクローラーへ特捜起動（変形）して、走行する。クローラー時の武器はクローラービーム。宇宙航行も可能。緊急用の脱出ポッドも搭載されている。
Episode.49・Finalでは、ヌマ・Oが指揮する同型の黒いデカベースが登場した。
- デカルームと鉄工所が本作品のパーマネントセットとなっている[88]。内装の素材は現代的な金属イメージとしないことで未来感を表現している[88]。階段などは主にさいたまスーパーアリーナで撮影している[89]。Episode.37では、スケジュールの都合からロケ先の横浜の建物で階段などの撮影を行った[89]。

### S.P.Dロボ
総称は書籍『特捜戦隊デカレンジャー超全集 上下巻』より。デカベースロボを除き、合体時の集合コクピットは設けられず、元のコクピットに乗ったまま操縦する。また、デカレンジャーは巨大ロボで敵を撃破した後、サムズダウンと共に「ゴッチュー」と発言することが多い。
デカレンジャーロボ
パトストライカー、パトジャイラー、パトレーラー、パトアーマー、パトシグナーが特捜合体したS.P.Dロボ。合体直後は各デカマシンの装備を展開した状態となっており、それらを収納して戦闘に移行する。動力源は地球と宇宙警察の技術を結集して開発されたメガイオンエンジン。
主な武器はパトレーラーに搭載されている3つの銃口を持つハンドガンのシグナルキャノンとパトアーマーの投光器とパトレーラーに搭載された刀身を合体させたジャッジメントソード、パトレーラーのキャッチロープ。シグナルキャノンは消火モードと冷凍モードに変形が可能。射撃戦が得意で、敵の攻撃を側転で交わしながら、シグナルキャノンで反撃するという、刑事ドラマの銃撃戦を髣髴とさせる動作がたびたび見られた。ジャイロバルカン、ジャイロワッパー、パトアーマーのライトサーチ、パトシグナーのサインボードも使用。
通常技は上空からジャッジメントソードで斬りつけるフライングクラッシュ、フライングクラッシュが強化されたジャスティスクラッシュ、敵の腕をプロレス技のように固めるジャスティスホールド、シグナルキャノンから水流を撃ち出すウォータースプラッシュ。
必殺技はシグナルキャノンに5台のデカマシンのパトエネルギーをフルチャージして発射するジャスティスフラッシャー、ジャッジメントソードで空中から真一文字に切り裂く、ジャッジメントクラッシュ。後者は繋ぎ技として使われることが多いが、Episode.13でのテリブルテーラー戦では決め手になった。敵を撃破すると、デカレンジャーロボがサムズアップを行う。
最終決戦で破壊されたが、後日譚にあたる『魔法戦隊マジレンジャーVSデカレンジャー』ではデカバイクロボと共に出動している。『10 YEARS AFTER』では、デカブレイクが遠隔操縦した。
- 玩具「特捜合体DXデカレンジャーロボ」は11個のLEDによる発光・音声ギミックを持つ。戦隊ロボとしては初めて、ボディに必殺剣を格納するシステムが取り入れられた。電飾はパトストライカーにのみ配置しており、合体時にすべてのマシンが光っているよう見える工夫がなされている。発光ギミックの検討試作としてLEDを搭載した『電磁戦隊メガレンジャー』の「DXギャラクシーメガ」が用いられたが、ギャラクシーメガとデカレンジャーロボではプロポーションが異なるため実際の製品では検討試作のように8の字には光っていない。

造型・撮影
デカレンジャーロボのスーツは、ミニチュア造型を担当したミューロンによりパトライト部に電飾が可能な限り入れられているなど造型に力が入れられている一方で、フルCGによる銃撃戦の描写なども多用された。
銃を両手で構えるという動作は従来の戦隊ロボのスーツでは難しかったが、軟質の薄い胸板パーツに付け替えて腕が干渉せずに脇なども動きやすくすることにより実現した。
シグナルキャノンを回してホルダーにしまうシーンでは、手首を外した状態で撮影し、手と銃をCGで書き加えている。特撮監督の佛田洋は実物がない状態でのパントマイムのような撮影はスーツアクターの日下秀昭だから可能であったと述べている。
ホルダーのアップはデカレンジャーロボのスーツではなくパトレーラーのミニチュアを用いている。
ライティングデカレンジャーロボ
Episode.23で初登場。デカバイクに騎乗した形態。デカレンジャーロボの射撃能力とデカバイクの機動力を駆使する。
必殺技は、2体のエンジンを直結することでジャスティスフラッシャーの威力を高めたライディングジャスティスフラッシャー。
- 撮影用スーツは、そのままでは顔が上がらず正面を向けないため、後頭部をカットしたマスクを用いている。
- 玩具では一旦デカレンジャーロボの両脚を外して、デカバイクのサイド部分に配置する。

デカレンジャーロボ フルブラストカスタム
劇場版のみに登場。デカレンジャーロボにブラストバギーが特捜武装された形態。詳しくは「特捜戦隊デカレンジャー THE MOVIE フルブラスト・アクション」を参照。
デカベースロボ
デカベースクローラーが超巨大起動により変形したS.P.Dロボ。変形時に署内にいる一般隊員にはデカベース内のセーフティーゾーンへの避難命令が出され、いきなり変形しようとすると大パニックになる。署長であるデカマスター自ら指揮を執り、デカレンジャーと共に操縦する。デカレンジャーロボから搭乗する場合、デカベースロボの手をデカレンジャーロボの背中にドッキングさせ、デカレンジャーはデカベースロボの指の中に設けられた通路を通って乗り移る。格闘戦をこなすものの、その巨大さゆえの超重量が災いして小回りが利かず、反応も遅いため、素早い相手と近距離戦を構えた場合、不利は避け得ない。
武装は両手の指からミサイルを発射するフィンガーミサイル、デカベースクローラーの主武装クローラービームを連射するニープレスビーム。キャッチロープも使用可能。
必殺技は胸の放熱板からパトエネルギーを放射するボルカニック・バスターであり、惑星破壊ミサイルを地上から宇宙で破壊できるほどの射程を誇る。敵を撃破すると敬礼する。
Episode.19で、ジンチェの策略で奪われそうになったが、見事奪還に成功した。この一件でスワンは、同じ事態が再び発生した際に備え、デカベースロボのコントロールをコクピットからトレーニングセンターの鉄工所に移す機能を発動させる装置をトレーニングセンターの鉄工所にあるマーフィーK9の犬小屋に取り付けた。最終決戦でエージェント・アブレラに乗っ取られ、都市を破壊したが、前述の装置をバンが操作したことで奪還した。
- Episode.49・Finalでは、全長500メートルほどの大きさに描写されている。監督の竹本昇は、設定身長の比率に合わせるかどうかはいつも悩みどころであると述べている。

デカバイクロボ
デカバイクが特捜変形したS.P.Dロボ。射撃戦を得意とするデカレンジャーロボに対して、こちらは格闘戦を得意とする。
戦闘時にはレッドバイザーを下げる場合がある。胸部には接近戦を想定して超強度装甲が施され、両腕からはソニックブーム（衝撃波）を発生可能な二刀のスリーブソードを展開。キャッチロープも使用可能。寝そべって脚部と胸のタイヤで高速走行するスライディングモードや背中のブースターによる高速機動も可能。武器以外の技では、一本背負いも披露。
必殺技はスライディングモードの状態から飛び上がり、回転突撃しながら連続斬りを叩き込むソードトルネード。
Episode.29のみデカブレイクの代わりにデカレッドが乗り込み戦った。ブレスロットルに音声入力することでオートコントロール（無人操縦）も可能で、最終決戦ではデカベースロボを食い止めるために遠隔操作で特攻し自爆した。その後、『魔法戦隊マジレンジャーVSデカレンジャー』で再登場を果たしている。
スーパーデカレンジャーロボ
デカレンジャーロボとデカバイクロボが超特捜合体したS.P.Dロボ。デカマシンが宇宙統一規格に基づいて開発されていることを利用したスワンの改良によって合体が可能となった。頭と背中に装備された3基のハイパーブースターによる高速移動で一気に接近し、デカバイクロボの胸に装備されていた金色の装甲と正拳アクセルブローによる格闘戦を繰り広げる。スワン曰く、移動速度は「当社比」380%アップ、パンチの衝撃度は400%アップしている。高い戦闘力を誇る一方で、何度か敵の攻撃で中破や大破するなど、防御力の面ではその脆さを露呈している。Episode.42では、ホージーの移動手段のために路上駐車した。
必殺技は敵の懐に入り込んで1秒間に80発の連続パンチを浴びせ、厚さ10メートルの鉄板をも打ち抜くガトリングパンチ。ガトリングパンチからのコンビネーションで用いられたダイナマイトアッパー。
デカウイングロボ
パトウイング1-5が特捜合体したスワットモード専用S.P.Dロボ。空中戦が得意で、高速飛行能力に秀でており、全エンジンを解放することで恒星間航行や、怪重機を持ち上げての引力圏を脱出して宇宙空間に到達することが可能。各部関節のセンサーと戦闘プログラムを連動させることで、パトマグナムの射撃にデカレッドのジュウクンドーのテクニックを応用することが可能で、動きをトレースすることで同時に複数の敵を破壊できる。デカブレイクが乗り込んだこともあり、Episode.49・Finalでは単独操縦している。
装備・技はデカベースから転送されるロボの頭部アンテナと上部スコープがリンクしているため、オートサーチをロボを操縦しながらすることで高い命中率を誇る二丁の拳銃・パトマグナム。空中からの両足かかと落としダブルヒールスマッシュや飛行しながらのキック攻撃も得意とする。Episode.46では左足のパトウイング5が分離して敵に突進する戦法を披露。
必殺技は、左右二門の銃型の砲撃形態デカウイングキャノンに特捜変形して発射する2発の超大型エネルギー弾ファイナルバスター。エネルギー消費が激しいために1回の出動で1発しか撃てないが、それに見合った威力があるため、周囲に影響を及ぼさないように相手を地上1,500メートルの上空に運んでから砲撃する必要がある。大抵はデカウイングロボの状態で怪重機を宇宙へ運んでからデカウイングキャノンに特捜変形して発射。撃破後、デカウイングロボに戻って、右拳を突き上げる。また、万一の誤射を避けるため、必ず一人以上のスペシャルポリスが搭乗し、目標を自ら捕捉し、トリガーを引かなければいけない。地球に接近する巨大隕石を迎撃した際は強化版のスーパーファイナルバスターを使用。デカウイングキャノン単体ではトリガーを使用しないが、連携攻撃の際は他のロボがトリガーを引く。デカレンジャーロボ、デカバイクロボ、デカベースロボのパトエネルギーをデカウイングキャノンにフルチャージして撃つオールスターアルティメットバスター、デカバイクロボのパトエネルギーを込めて放つツインロボアルティメットバスターがある。
『魔法戦隊マジレンジャーVSデカレンジャー』ではマジレジェンドの魔法エネルギーを込めたマジファイナルバスターを放った。『宇宙戦隊キュウレンジャー』Space.18においては、デカレッドの代わりにデカブレイクが乗り込み、リュウテイオーを射手として、ワームホールに発射し、ワームホールが完全に閉じてしまうのを30分引き延ばした。

### その他のマシン
S.P.Dヘリコプター
テレビシリーズではデカベースに格納されているところしか登場しないが、劇場版でドギー（デカマスター）が使用した。
星間航行用大型シャトル
デカレンジャー5人が惑星カダへ行くために使用した宇宙船。ブンターが5人にテストを仕掛けるために爆破された。
超高速シャトル
スワンがS.P.D本部に向かうために使用した一人乗りシャトル。スワンの自作であり、恒星間を一瞬で移動する宇宙トップクラスのスピードを誇る。

### スペック
| 名称                                    | 全長   | 全高    | 全幅      | 総重量   | スピード                              | 出力        |
| --------------------------------------- | ------ | ------- | --------- | -------- | ------------------------------------- | ----------- |
| パトストライカー                        | 28 m   | 9.3 m   | 22.2 m    | 1,300 t  | 500 km/h                              |             |
| パトジャイラー                          | 26.6 m | 14 m    | 29.6 m    | 1,100 t  | マッハ3                               |             |
| パトレーラー                            | 34.1 m | 12 m    | 10.3 m    | 1,200 t  | 350 km/h                              |             |
| パトアーマー                            | 16.6 m | 8.7 m   | 9.7 m     | 550 t    | 360 km/h                              |             |
| パトシグナー                            | 16.4 m | 9.1 m   | 11.2 m    | 450 t    | - 420 km/h - 180 km/h（水上）         |             |
| デカベース                              | 42 m   | 68 m    | 35 m      | 12,000 t |                                       |             |
| デカベースクローラー                    | 82 m   | 44 m    | 35 m      | 12,000 t | 120 km/h                              |             |
| デカバイク                              | 67 m   | 25.8 m  | 46.4 m    | 5,000 t  | - 550 km/h - マッハ3（空中）          | 1,200万馬力 |
| パトウイング1                           | 33.8 m |         |           | 1,900 t  | マッハ3.5                             |             |
| パトウイング2                           | 29 m   | 1,200 t | マッハ3   |          |                                       |             |
| パトウイング3                           | 16.5 m | 1,800 t | マッハ2   |          |                                       |             |
| パトウイング4                           | 17 m   | 300 t   | マッハ2.5 |          |                                       |             |
| パトウイング5                           | 17 m   | 300 t   | マッハ2.5 |          |                                       |             |
| デカウイングキャノン                    | 56.5 m | 30 m    | 26 m      | 5,500 t  |                                       |             |
| マシンボクサー                          | 170 cm | 110 cm  | 60 cm     | 193 kg   | 330 km/h                              |             |
| ブラストバギー                          | 34.6 m | 24 m    | 24 m      | 2,000 t  | 600 km/h                              | 1,200万馬力 |
| 名称                                    | 全高   | 全幅    | 胸厚      | 重量     | スピード                              | 出力        |
| デカレンジャーロボ                      | 45 m   | 32.5 m  | 16.7 m    | 4,600 t  | 最大走行スピード：220 km/h            | 1,500万馬力 |
| デカレンジャーロボ フルブラストカスタム | 51 m   | 19.1 m  |           | 6,600 t  | 最大走行スピード：220 km/h            | 2,000万馬力 |
| デカベースロボ                          | 88.5 m | 35 m    |           | 12,000 t | 80 km/h                               | 6,000万馬力 |
| デカバイクロボ                          | 47.7 m | 41.8 m  | 27.4 m    | 5,000 t  | 最大走行スピード：250 km/h            | 2,000万馬力 |
| ライディングデカレンジャーロボ          | 36.3 m |         |           | 9,600 t  | 700 km/h                              | 3,500万馬力 |
| スーパーデカレンジャーロボ              | 63 m   | 45.4 m  | 34.3 m    | 9,600 t  | 最大走行スピード：230 km/h            | 3,500万馬力 |
| デカウイングロボ                        | 52 m   | 59.4 m  | 14.1 m    | 5,500 t  | 最大飛行スピード：マッハ5（大気圏内） | 2,500万馬力 |